# 西合歡山
西合歡山，又稱合歡西峰、合歡山西峰，位於臺灣南投縣仁愛鄉翠華村、力行村之間，太魯閣國家公園西端，為台灣百岳之一，排名第82，海拔3,145公尺（3144.632公尺），有三等三角點6390號，其屬於中央山脈，西合歡山附近接連北合歡山、石門山、合歡主峰等山。